# 莲池镇 (西充县)
莲池乡，是中华人民共和国四川省南充市西充县下辖的一个乡镇级行政单位。

## 行政区划
莲池乡下辖以下地区：
莲池村、苏家堰村、礁碑寺村、永通桥村、关音堂村、三码桥村、天新桥村、周武宫村、杨榨子村、田家坝村、凤鸣山村、灵宝宫村和范村沟村。